# Municipio de Lone Elm
El municipio de Lone Elm (en inglés: Lone Elm Township) es un municipio ubicado en el condado de Anderson en el estado estadounidense de Kansas. En el año 2010 tenía una población de 230 habitantes y una densidad poblacional de 1,92 personas por km².

## Geografía
El municipio de Lone Elm se encuentra ubicado en las coordenadas 38°5′21″N 95°13′45″O / 38.08917, -95.22917. Según la Oficina del Censo de los Estados Unidos, el municipio tiene una superficie total de 119.85 km², de la cual 119,04 km² corresponden a tierra firme y (0,67 %) 0,81 km² es agua.

## Demografía
Según el censo de 2010, había 230 personas residiendo en el municipio de Lone Elm. La densidad de población era de 1,92 hab./km². De los 230 habitantes, el municipio de Lone Elm estaba compuesto por el 99,57 % blancos, el 0,43 % eran amerindios. Del total de la población el 0,43 % eran hispanos o latinos de cualquier raza.